# Hierococcyx
Hierococcyx es un género de aves cuculiformes de la familia Cuculidae. Todos sus miembros eran colocados anteriormente en el género Cuculus.

## Especies
Se reconocen las siguientes especies:
- Hierococcyx vagans (Müller, S, 1845) – cuco bigotudo;
- Hierococcyx sparverioides (Vigors, 1832) – cuco grande;
- Hierococcyx bocki Wardlaw-Ramsay, RG, 1886 – cuco oscuro;
- Hierococcyx varius (Vahl, 1797) – cuco chikra;
- Hierococcyx hyperythrus (Gould, 1856) – cuco ventrirrojo;
- Hierococcyx pectoralis Cabanis & Heine, 1863 – cuco filipino;
- Hierococcyx fugax (Horsfield, 1821) – cuco huidizo;
- Hierococcyx nisicolor (Blyth, 1843) – cuco silbador.